# 4539 Miyagino
4539 Miyagino è un asteroide della fascia principale. Scoperto nel 1988, presenta un'orbita caratterizzata da un semiasse maggiore pari a 2,6715482 UA e da un'eccentricità di 0,0708591, inclinata di 5,70653° rispetto all'eclittica.